# Воля-Піскуліна
Воля-Піскуліна (пол. Wola Piskulina) — село в Польщі, у гміні Лонцько Новосондецького повіту Малопольського воєводства.
Населення — 413 осіб (2011).
У 1975—1998 роках село належало до Новосондецького воєводства.

## Географія
У селі бере початок потік Чорна Вода.

## Демографія
Демографічна структура станом на 31 березня 2011 року:
|          | Загалом | Допрацездатний вік | Працездатний вік | Постпрацездатний вік |
| -------- | ------- | ------------------ | ---------------- | -------------------- |
| Чоловіки | 205     | 58                 | 135              | 12                   |
| Жінки    | 208     | 71                 | 105              | 32                   |
| Разом    | 413     | 129                | 240              | 44                   |